# Hendes Lykkedyr
Hendes Lykkedyr er en amerikansk stumfilm fra 1918 af Harry L. Franklin.

## Medvirkende
- May Allison - Beatrice Buckley
- Hale Hamilton - Robert Howard
- Frank Currier - James Buckley
- Stephen Grattan - John Maddox
- John Davidson
- Peggy Parr - Millie Nelson
- Dean Raymond - Thomas Nelson
- Frank Joyner - Henry Jenkins
- Ivy Ward